# Campeonato Mundial de Soling
El Campeonato Mundial de Soling es la máxima competición internacional de la clase de vela Soling. Se realiza anualmente desde 1969 bajo la organización de la Federación Internacional de Vela (ISAF). Este tipo de embarcación fue una clase olímpica desde los Juegos Olímpicos de Múnich 1972 hasta los de Sídney 2000.

## Palmarés
| Núm.    | Año  | Sede                            | Oro                                                                        | Plata                                                                    | Bronce                                                            |
| ------- | ---- | ------------------------------- | -------------------------------------------------------------------------- | ------------------------------------------------------------------------ | ----------------------------------------------------------------- |
| I       | 1969 | Copenhague ( Dinamarca)         | Paul Elvstrøm Niels Jensen Poul Mik-Meyer Dinamarca                        | Pelle Petterson · Suecia                                                 | James Schoonmaker Estados Unidos                                  |
| II      | 1970 | Poole ( Reino Unido)            | Stig Wennerström · Stefan Krook · Jan Lybeck · Suecia                      | Dane Estados Unidos                                                      | John Oakeley Reino Unido                                          |
| III     | 1971 | Byron Bay ( Australia)          | Robert Mosbacher Thad Hutcheson Tom Dickey Estados Unidos                  | Bruce Goldsmith Estados Unidos                                           | Paul Elvstrøm Valdemar Bandolowski Niels Jensen Dinamarca         |
| —       | 1972 | —                               | No realizado                                                               | No realizado                                                             | No realizado                                                      |
| IV      | 1973 | Quiberon ( Francia)             | Ib Ussing Andersen Jørgen Lindhardtsen Hans Winther Dinamarca              | Poul Høj Jensen Dinamarca                                                | Stig Wennerström · Stefan Krook · Jan Lybeck · Suecia             |
| V       | 1974 | Palm Beach ( Australia)         | Paul Elvstrøm Hans Fogh Bruce McCurrach Dinamarca                          | David Forbes Dennis O'Neil John Anderson Australia                       | Arved von Grünewaldt · Tommy Nilsson · Schibbye · Suecia          |
| VI      | 1975 | Chicago ( Estados Unidos)       | William Earl Buchan Craig Thomas Joe Golberg Estados Unidos                | Harry Melges Estados Unidos                                              | John Kolius Walter Glasgow Richard Hoepfner Estados Unidos        |
| —       | 1976 | —                               | No realizado                                                               | No realizado                                                             | No realizado                                                      |
| VII     | 1977 | Hankø · ( Noruega)              | Glen Dexter · Andreas Josenhans · Sandy McMillan · Canadá                  | Valdemar Bandolowski Jørgen Lindhardtsen Erik Hansen Dinamarca           | Vicente Brun · Gastão Brun · Roberto Martins · Brasil             |
| VIII    | 1978 | Río de Janeiro · ( Brasil)      | Vicente Brun · Gastão Brun · Roberto Martins · Brasil                      | Glen Dexter · Andreas Josenhans · Sandy McMillan · Canadá                | Hans Fogh · John Kerr · Dennis Toews · Canadá                     |
| IX      | 1979 | Visby · ( Suecia)               | Robert Haines Roderick Davis Edward Trevalyan Estados Unidos               | Poul Høj Jensen Valdemar Bandolowski Erik Hansen Dinamarca               | Stig Wennerström · Stefan Krook · Lennart Roslund · Suecia        |
| X       | 1980 | Ponce ( Puerto Rico)            | Glen Dexter · Andreas Josenhans · Sandy McMillan · Canadá                  | Robert Haines Roderick Davis Edward Trevalyan Estados Unidos             | Harry Melges Estados Unidos                                       |
| XI      | 1981 | Anzio · ( Italia)               | Vicente Brun · Gastão Brun · Roberto Souza · Brasil                        | Anastasios Bunturis · Anastasios Gavrilis · Aristidis Rapanakis · Grecia | Gianluca Lamaro · Valerio Romano · Aurelio Dalla Vecchia · Italia |
| XII     | 1982 | Perth ( Australia)              | Mark Bethwaite Ian McDiarmid Glen Read Australia                           | William Packer Ian Campbell Robert Hardy Australia                       | Dave Perry Brad Dellenbaugh Edward Trevalyan Estados Unidos       |
| XIII    | 1983 | San Francisco ( Estados Unidos) | Robert Haines Vicente Brun Robert Kinney Estados Unidos                    | David Curtis John Engel Wally Corwin Estados Unidos                      | Peter Gilmour Australia                                           |
| XIV     | 1984 | Torbole · ( Italia)             | Valdemar Bandolowski Stephen Calder Theis Palm Dinamarca                   | Boris Budnikov Guennadi Straj Oleg Miron URSS                            | Helmar Nauck Norbert Hellriegel Sven Diedering RDA                |
| XV      | 1985 | Sarnia · ( Canadá)              | David Curtis John Engel Wally Corwin Estados Unidos                        | Torben Grael · Daniel Adler · Ronaldo Senfft · Brasil                    | John Kostecki William Baylis Robert Billingham Estados Unidos     |
| XVI     | 1986 | La Trinité-sur-Mer ( Francia)   | John Kostecki William Baylis Robert Billingham Estados Unidos              | David Curtis John Engel Wally Corwin Estados Unidos                      | Jochen Schümann Thomas Flach Bernd Jäkel RDA                      |
| XVII    | 1987 | Kiel ( RFA)                     | Helmar Nauck Norbert Hellriegel Sven Diedering RDA                         | John Kostecki William Baylis Robert Billingham Estados Unidos            | Gueorgui Shaiduko Nikolai Poliakov Serguei Kanov URSS             |
| XVIII   | 1988 | Melbourne ( Australia)          | John Kostecki William Baylis Robert Billingham Estados Unidos              | David Curtis Paul Murphy Wally Corwin Estados Unidos                     | Gary Sheard Australia                                             |
| —       | 1989 | —                               | No realizado                                                               | No realizado                                                             | No realizado                                                      |
| XIX     | 1990 | Medemblik · ( Países Bajos)     | Marc Bouet Fabrice Levet Alain Pointet Francia                             | Kevin Mahaney James Brady Douglas Kern Estados Unidos                    | Helmar Nauck Norbert Hellriegel Sven Diedering RDA                |
| XX      | 1991 | Rochester ( Estados Unidos)     | Larry Klein Chris Redman Ronald Rosenberg Estados Unidos                   | Jochen Schümann · Thomas Flach · Bernd Jäkel · Alemania                  | Kevin Mahaney James Brady Douglas Kern Estados Unidos             |
| XXI     | 1992 | Cádiz · ( España)               | Jochen Schümann · Thomas Flach · Bernd Jäkel · Alemania                    | Jesper Bank Jesper Seier Steen Secher Dinamarca                          | Magnus Holmberg · Björn Alm · Johan Barne · Suecia                |
| XXII    | 1993 | Falero · ( Grecia)              | Anastasios Bunturis · Dimitrios Deliyannis · Leonidas Pelekanakis · Grecia | Albert Batzill · Peter Lang · Eddy Eich · Alemania                       | Luis Doreste Blanco · Domingo Manrique · David Vera · España      |
| XXIII   | 1994 | Helsinki · ( Finlandia)         | Manuel Doreste · José Manuel Valadés · Juan Galmés · España                | Jesper Bank Kræn Nielsen Thomas Jacobsen Dinamarca                       | Jeff Madrigali Kent Massey James Barton Estados Unidos            |
| XXIV    | 1995 | Kingston · ( Canadá)            | Luis Doreste Blanco · Domingo Manrique · David Vera · España               | Magnus Holmberg · Björn Alm · Johan Barne · Suecia                       | Matthew Hayes Stephen McConaghy Barry Watson Australia            |
| XXV     | 1996 | Punta Ala · ( Italia)           | Gueorgui Shaiduko · Igor Skalin · Dmitri Shabanov · Rusia                  | Mario Celon · Giovanni Torboli · Claudio Celon · Italia                  | Jochen Schümann · Thomas Flach · Bernd Jäkel · Alemania           |
| XXVI    | 1997 | Rungsted ( Dinamarca)           | Nicholas Rogers Steven Jackson Steven Peel Australia                       | Manuel Doreste · Javier Hermida · Juan Luis Wood · España                | William Abbott · Joanne Abbott · Bradley Boston · Canadá          |
| XXVII   | 1998 | Milwaukee ( Estados Unidos)     | Gueorgui Shaiduko · Serguei Volchkov · Pavel Komarov · Rusia               | Serhi Pichuhin · Volodymyr Korotkov · Serhi Timojov · Ucrania            | Paolo Cian · Pierluigi Fornelli · Ferdinando Colaninno · Italia   |
| XXVIII  | 1999 | Melbourne ( Australia)          | Stig Westergaard Jens Bojsen-Møller Bjørn Westergaard Dinamarca            | Jochen Schümann · Gunnar Bahr · Ingo Borkowski · Alemania                | Roy Heiner · Peter van Niekerk · Dirk de Ridder · Países Bajos    |
| XXIX    | 2000 | Murcia · ( España)              | Jeff Madrigali Hartwell Jordan Craig Healy Estados Unidos                  | Serhi Pichuhin · Volodymyr Korotkov · Serhi Timojov · Ucrania            | Hans Wallén · Magnus Augustson · Johan Barne · Suecia             |
| XXX     | 2001 | San Isidro ( Argentina)         | Gustavo Warburg Hernán Celedoni Máximo Smith Argentina                     | Luis Cerrato Federico Haymes Biedma Fabio Scarpati Argentina             | Martín Busch Pablo Noceti Ismael Ayerza Argentina                 |
| XXXI    | 2002 | Marblehead ( Estados Unidos)    | William Abbott · Paul Davis · William Abbott · Canadá                      | David Curtis George Iverson Ben Richardson Estados Unidos                | Dave Franzel Dave Carlson Wade Edwards Estados Unidos             |
| XXXII   | 2003 | Balatonfüred · ( Hungría)       | Serhi Pichuhin · Serhi Timojov · Dmitri Yarovoi · Ucrania                  | Thomas Maschkiwitz · Christoph Saurbier · Knut Seelig · Alemania         | Heiko Winkler · Stefan Wenzel · Jens Niemann · Alemania           |
| XXXIII  | 2004 | Porto Alegre · ( Brasil)        | Gustavo Warburg Hernán Celedoni Máximo Smith Argentina                     | György Wossala · László Kovácsi · Pepe Németh · Hungría                  | George Nehm · Marcos Pinto Ribeiro · Lúcio Ribeiro · Brasil       |
| XXXIV   | 2005 | Castiglione · ( Italia)         | Roman Koch · Maxl Koch · Gregor Bornemann · Alemania                       | Boštjan Antončič Gennadi Strakh Željko Perovič Eslovenia                 | Balázs Gyenese · Gyula Mónus · Károly Vezér · Hungría             |
| XXXV    | 2006 | Annapolis ( Estados Unidos)     | Hans Fogh · Roger Cheer · Gordon Devries · Canadá                          | Peter Hall · Phillip Kerrigan · Jay Deakin · Canadá                      | Gustavo Warburg Máximo Smith Miguel Lacour Argentina              |
| XXXVI   | 2007 | San Isidro ( Argentina)         | George Nehm · Marcos Pinto Ribeiro · Lúcio Ribeiro · Brasil                | Cícero Hartmann · Flávio Quevedo · André Renard · Brasil                 | Martín Busch Tomás Peuvrel Máximo Feldtmann Argentina             |
| XXXVII  | 2008 | Scarlino · ( Italia)            | Boštjan Antončič Gennadi Strakh Karlo Hmeljak Eslovenia                    | Gustavo Warburg Hernán Celedoni Máximo Smith Argentina                   | Martín Busch Tomás Peuvrel Máximo Feldtmann Argentina             |
| XXXVIII | 2009 | Toronto · ( Canadá)             | William Abbott · Paul Davis · Joanne Abbott · Canadá                       | Roman Koch · Maxl Koch · Gregor Bornemann · Alemania                     | Peter Hall · Phillip Kerrigan · Gavin Flinn · Canadá              |
| XXXIX   | 2010 | Porto Alegre · ( Brasil)        | Roman Koch · Maxl Koch · Gregor Bornemann · Alemania                       | Gustavo Warburg Hernán Celedoni Máximo Smith Argentina                   | Cícero Hartmann · Flávio Quevedo · André Renard · Brasil          |
| XL      | 2011 | Prien am Chiemsee · ( Alemania) | Peter Hall · Paul Davis · Phillip Kerrigan · Canadá                        | György Wossala · Károly Vezér · Pepe Németh · Hungría                    | Nelson Ilha · Paulo Lemos Ribeiro · Felipe Ilha · Brasil          |
| XLI     | 2012 | Milwaukee ( Estados Unidos)     | Peter Hall · Paul Davis · William Hall · Canadá                            | Hans Fogh · John Finch · Gordon Devries · Canadá                         | William Abbott · Joanne Abbott · Tom Freeman · Canadá             |
| XLII    | 2013 | Balatonfüred · ( Hungría)       | Farkas Litkey · Károly Vezér · Csaba Weinhardt · Hungría                   | Peter Hall · Paul Davis · William Hall · Canadá                          | Nelson Ilha · Felipe Ilha · Fernando Ilha · Brasil                |
| XLIII   | 2014 | Punta del Este · ( Uruguay)     | Peter Hall · Johan Offermans · William Hall · Canadá                       | Cícero Hartmann · Flávio Quevedo · André Renard · Brasil                 | Martín Busch Eduardo Zimmermann Máximo Feldtmann Argentina        |
| XLIV    | 2015 | Castiglione · ( Italia)         | Farkas Litkey · Károly Vezér · Csaba Weinhardt · Hungría                   | William Abbott · Joanne Abbott · William Abbott · Canadá                 | Florian Felzmann · Michael Felzmann · Margund Schuh · Austria     |
| XLV     | 2016 | Kingston · ( Canadá)            | William Abbott · Joanne Abbott · Scott McNeill · Canadá                    | Nelson Ilha · Manfred Flöricke · Gustavo Ilha · Brasil                   | Thomas Fogh · Roger Cheer · Gordon Devries · Canadá               |
| XLVI    | 2017 | Muiden · ( Países Bajos)        | Farkas Litkey · Károly Vezér · Gábor Oroszlán · Hungría                    | Nelson Ilha · Manfred Flöricke · Carlo de Leo · Brasil                   | Ihor Yushko · Serhi Pichuhin · Ihor Severianov · Ucrania          |
| XLVII   | 2018 | San Isidro ( Argentina)         | Gustavo Warburg Hernán Celedoni Tomás Roldán Argentina                     | Cícero Hartmann · Frederico Sidou · André Renard · Brasil                | George Nehm · Marcos Pinto Ribeiro · Alexandre Mueller · Brasil   |
| XLVIII  | 2019 | La Baule ( Francia)             | Farkas Litkey · Kristóf Joó · Pepe Németh · Hungría                        | Nelson Ilha · Manfred Flöricke · Gustavo Ilha · Brasil                   | Eki Heinonen · Gabor Helmhout · Ties Verploegh · Finlandia        |
| XLIX    | 2023 | Milwaukee ( Estados Unidos)     | Kadu Bergenthal · Vilnei Goldmeier · Edgar Oppitz · Brasil                 | William Abbott · Joanne Abbott · Andrew Macrae · Canadá                  | Peter Hall · Scott McNeill · William Hall · Canadá                |
| L       | 2024 | Hankø · ( Noruega)              | Farkas Litkey · Károly Vezér · Kristóf Wossala · Hungría                   | Nelson Ilha · Manfred Floricke · Leonardo Mayrhofer · Brasil             | Kristian Nergaard · Johan Barne · Christen Horn · Noruega         |

## Medallero histórico
- Actualizado hasta Hankø 2024.

| Núm. | País           | Oro | Plata | Bronce | Total |
| ---- | -------------- | --- | ----- | ------ | ----- |
| 1    | Estados Unidos | 9   | 10    | 8      | 27    |
| 2    | Canadá         | 9   | 6     | 6      | 21    |
| 3    | Dinamarca      | 5   | 5     | 1      | 11    |
| 4    | Hungría        | 5   | 2     | 1      | 8     |
| 5    | Brasil         | 4   | 8     | 6      | 18    |
| 6    | Alemania       | 4   | 5     | 5      | 14    |
| 7    | Argentina      | 3   | 3     | 5      | 11    |
| 8    | Australia      | 2   | 2     | 3      | 7     |
| 9    | España         | 2   | 1     | 1      | 4     |
| 9    | Rusia          | 2   | 1     | 1      | 4     |
| 11   | Suecia         | 1   | 2     | 5      | 8     |
| 12   | Ucrania        | 1   | 2     | 1      | 4     |
| 13   | Eslovenia      | 1   | 1     | 0      | 2     |
| 13   | Grecia         | 1   | 1     | 0      | 2     |
| 15   | Francia        | 1   | 0     | 0      | 1     |
| 16   | Italia         | 0   | 1     | 2      | 3     |
| 17   | Austria        | 0   | 0     | 1      | 1     |
| 17   | Finlandia      | 0   | 0     | 1      | 1     |
| 17   | Noruega        | 0   | 0     | 1      | 1     |
| 17   | Países Bajos   | 0   | 0     | 1      | 1     |
| 17   | Reino Unido    | 0   | 0     | 1      | 1     |
|      | TOTAL          | 50  | 50    | 50     | 150   |

1. ↑  Incluye las medallas obtenidas por la RFA y la RDA entre 1949 y 1990.
2. ↑  Incluye las medallas obtenidas por la URSS.